# Pratt & Whitney

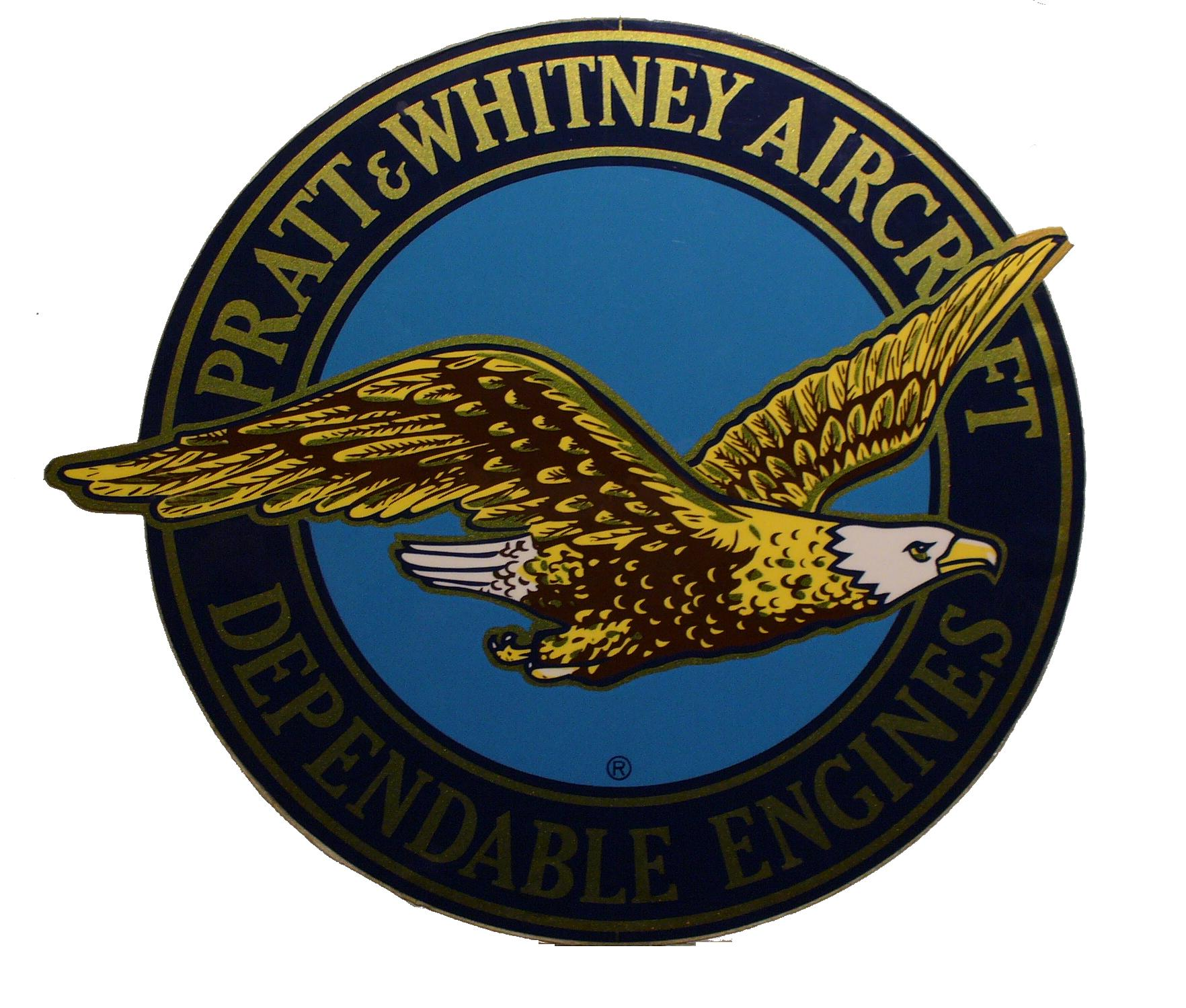
Logo Pratt & Whitney

Pratt & Whitney (vaak afgekort tot P&W) is een Amerikaans bedrijf dat vliegtuigmotoren maakt. De motoren van het bedrijf worden veelvuldig toegepast in de burgerluchtvaart en militaire luchtvaart. Als een van de "grote drie" is het in hevige concurrentie verwikkeld met General Electric en Rolls-Royce.

## Geschiedenis
De Pratt & Whitney Company werd in 1860 opgericht door Francis Pratt en Amos Whitney. Het hoofdkantoor stond in Hartford (Connecticut). In 1861 vingen zij aan met de productie van geweren en machines om geweren te maken voor de Noordelijken tijdens de Amerikaanse Burgeroorlog.
In 1925 benaderde Frederick Brant Rentschler Pratt & Whitney, in een zoektocht naar financiën en ruimte om zijn nieuwe vliegtuigmotor te bouwen. Pratt & Whitney leende hem US$ 250.000, hij mocht gebruikmaken van de naam Pratt & Whitney en hij kreeg ook ruimte aangeboden in de werkplaats. Dit was het begin van de Pratt & Whitney Aircraft Company. De eerste motor van Pratt & Whitney, de Wasp, werd op kerstavond 1925 voltooid. De Wasp ontwikkelde 425 pk (317 kW) bij de derde testrun. De motor slaagde met glans voor een test van de Amerikaanse marine, en als gevolg hiervan nam de marine 200 motoren af.
In 1929 beëindigde Frederick Rentschler zijn samenwerking met Pratt & Whitney Machine Tool en richtte de United Aircraft and Transport Corporation op, de voorloper van United Technologies Corporation. In het contract dat werd gesloten na de beëindiging van de samenwerking stond toe dat Rentschler de naam mee mocht nemen naar zijn nieuwe bedrijf.

## United Technologies
Pratt & Whitney was een werkmaatschappij van het industriële conglomeraat United Technologies. Op 3 april 2020 is United Technologies gefuseerd met Raytheon en de twee gaan verder samen onder de naam Raytheon Technologies. In Canada is Pratt & Whitney Canada (PWC) actief. PWC ontwerpt en bouwt de kleinere (vliegtuig)motoren, terwijl P&W verantwoordelijk is voor de grotere motoren. Ongeveer 30% van de grote vliegtuigen in de burgerluchtvaart zijn uitgerust met motoren van P&W.
Ook heeft Pratt & Whitney de compressoren ontworpen van de Siemens SGT5-8000H- en SGT5-4000F-gasturbines.
Pratt & Whitney heeft zijn hoofdkantoor in East Hartford, Connecticut. Daarnaast zijn er fabrieken gevestigd te: Middletown (CT), Cheshire (CT); West Palm Beach (Florida) en North Berwick (Maine).

## Motoren voor de burgerluchtvaart
- JT3C
  - Boeing 707
  - Douglas DC-8
- JT3D/TF33
  - Boeing 707
  - Douglas DC-8
- JT8D
  - Boeing 727
  - Boeing 737
  - Dassault Mercure
  - Douglas DC-9
  - McDonnell Douglas MD-80
  - Sud Aviation Caravelle
- JT9D
  - Airbus A300
  - Airbus A310
  - Boeing 747
  - Boeing 767
  - McDonnell Douglas DC-10
- Pratt & Whitney Canada JT15D
  - Cessna Citation
- PW2000/F117-PW-100
  - Boeing 757
  - Iljoesjin Il-96M
  - C-17 Globemaster III

- PW4000
  - Airbus A300-600
  - Airbus A310-300
  - Airbus A330
  - Boeing 747-400
  - Boeing 767
  - Boeing 777
  - McDonnell Douglas MD-11
- PW6000
  - Airbus A318
- IAE V2500
  - Airbus A320 familie
    - A318
    - A319
    - A320
    - A321
    - Airbus Corporate Jet

  - McDonnell Douglas MD-90
- Engine Alliance GP7200
  - Airbus A380

## Motoren voor de militaire luchtvaart
- J52
  - A-4 Skyhawk
  - A-6 Intruder
  - EA-6 Prowler
- J57
  - North American F-100 Super Sabre
  - McDonnell F-101 Voodoo
  - F-102 Delta Dagger
  - C-135 Stratolifter
- JT3D/TF33
  - USAF and NATO E-3 Sentrys
  - E-8 JSTARS
  - KC-135
  - RC-135 Rivet Joint
  - B-52 Stratofortress
  - Lockheed C-141 Starlifter

- J58/JT11D
  - Lockheed SR-71
- TF-30
  - F-111
  - F-14As
- F100
  - F-15 Eagle
  - F-15E Strike Eagle
  - F-16
- F119
  - F-22 Raptor
- F135
  - F-35 Lightning II

## Zuigermotoren
- Wasp
- Hornet
- Wasp Jr.
- Twin Wasp Jr.
- Twin Wasp
- Double Wasp

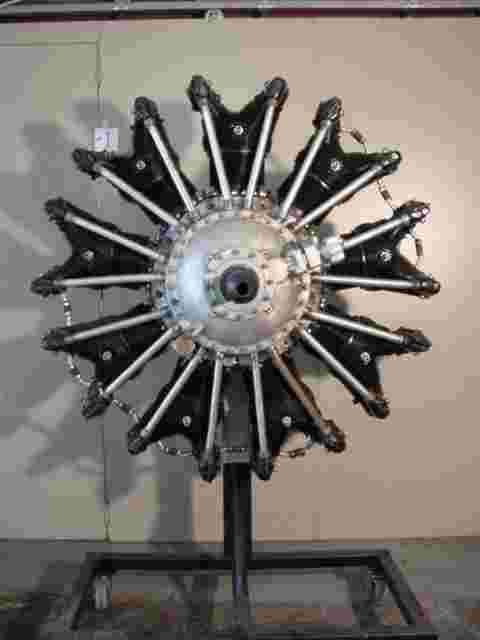
Pratt & Whitney stermotor (ca. 1944)

- Wasp Major - gebruikt in veel naoorlogse bommenwerpers en transport-vliegtuigen.